# 耶律乙辛
耶律乙辛（？—1083年），字胡睹衮，又名耶律英弼，五院部人。辽朝权臣。

## 生平
耶律乙辛出身贫困，小时候聪慧狡黠，辽兴宗重熙年间出仕，为文班吏员，掌管太保印，陪从入宫，以详雅为皇帝皇后怜爱，补笔砚吏，转任护卫太保。辽道宗即位，授他为同知点检司事，常召他参决疑议，擢升为北院同知，历任枢密副使。清宁五年（1059年），被辽道宗任命为南院枢密使，清宁七年（1061年）三月，改为知北院枢密使事，封赵王。清宁九年（1063年），平定耶律重元之乱有功，辽道宗又任命耶律乙辛为北院枢密使，进封魏王，并赐号“匡时翊圣竭忠平乱功臣。”从此，耶律乙辛势振中外，大肆收受贿赂。阿谀奉承他的人都获得荐拔，忠直的大臣都被排斥。比如耶律仁先、耶律良、萧韩家奴都被排斥，张孝杰、耶律燕哥、萧十三依附于他。咸雍五年（1069年），加守太师。大康元年（1075年），皇太子耶律濬开始帮助父亲管理朝政。耶律乙辛权力受到限制，因此打算铲除太子和皇后萧观音（太子生母）。耶律乙辛先诬陷皇后萧观音与伶人赵惟一通奸，辽道宗勃然大怒，下令处死皇后，史称十香词冤案。不久后又诬陷太子耶律濬谋反，大康三年（1077年）六月，太子被废为庶人，囚禁在上京。十一月，将太子害死狱中。大康五年（1079年），耶律乙辛试图铲除唯一的皇孙耶律延禧（耶律濬之子、日後的辽天祚帝），从而斩草除根。但这次计划被辽道宗察觉，耶律乙辛被调出京城，担任南院大王，削除一字王爵，改为混同王。大康六年（1080年）正月，出知兴中府事。大康七年（1081年）十二月，辽朝以“鬻禁物于外国”（收受外國賄賂）的罪名，把耶律乙辛逮捕，囚禁于来州（今辽宁省绥中县前卫镇）。大康九年（1083年）十月，耶律乙辛私藏兵甲，试图逃奔北宋，被辽朝下诏缢死。後來，天祚帝即位，乾统二年（1102年）四月，將耶律乙辛開棺毀屍，其家人全被處死，其餘族人則被發配為奴，而與當年十香詞冤案有關之人，也全部處死。

## 子
- 耶律绥也，萧余里也的侄女萧斡特懒嫁给了他，后萧斡特懒被辽道宗纳入后宫